# Волокпом
Волокпом  — деревня в Сысольском районе Республики Коми в составе сельского поселения  Пыёлдино. 

## География
Расположена на правобережье реки Сысола на расстоянии 13 км от районного центра села Визинга по прямой на юго-восток.  

## История
Известна с 1918 года как деревня 28 дворами и 152 жителями в 1926 - 28 дворов, 104 человек. В 1970 здесь жили 184 человек, в 1989 - 70 человек. В 1978 году в состав деревни была включена деревня Онигрезд.

## Население
Постоянное население  составляло 45 человек (коми 87%) в 2002 году, 25 в 2010 .